# Argyropelecus affinis
Argyropelecus affinis es una especie de pez del género Argyropelecus.

## Descripción
Presenta 8-9 radios blandos dorsales, 12-14 radios blandos anales, 38-41 vértebras, 10 radios branquiostegales, ausencia de espinas dorsales y anales. Cuenta con una boca vertical y ojos tubulares, la aleta dorsal presenta 9 radios blandos cortos y también posee una aleta dorsal adiposa. Es de color plateado y oscuro en varias partes del cuerpo, con un pigmento más oscuro a lo largo de la línea lateral. Cuenta con escamas, vejiga natatoria bien desarrollada y mide 8,4 cm de longitud (3,30 pulgadas).

## Distribución y hábitat
Se encuentra en las zonas más cálidas de los océanos Atlántico, Índico y Pacífico. Abunda en las costas de África Occidental. Por lo general se encuentra en la zona mesopelágica. Durante el día alcanza profundidades de entre 350 y 600 m (1100 y 2000 pies) y en la noche a 170 y 400 m (600 y 1300 pies); esto indica que algunos (pero no necesariamente todos) ejemplares hacen pequeñas migraciones.